# Eugen Heilig
Eugen Albert Heilig (* 13. Mai 1892 in Neckargröningen; † 27. Januar 1975 in Berlin) war ein deutscher Fotograf und Pionier der Arbeiterfotografie.

## Leben
Eugen Heilig erlernte den Beruf des Galvanoplastikers und begann 1911 mit der Photographie. 1912 ging er auf Wanderschaft (Walz) und bereiste Österreich, die Schweiz und Italien, wo er erstmals mit der Arbeiterbewegung in Kontakt kam.
In der Weimarer Republik war Heilig ein führendes Mitglied der Bewegung der Arbeiterfotografen. Er machte u. a.  Aufnahmen von der Armut des Industrieproletariats, der Bauern und der Landarbeiter. Einmal ließ er sich mit der Kamera in einen Betrieb einschleusen, um für eine Fotoreportage der Arbeiter Illustrierten Zeitung (AIZ) Aufnahmen von den miserablen Arbeitsbedingungen zu machen. 1922 wurde Heilig Mitglied der KPD. Er war Redakteur der Arbeiter-Illustrierte-Zeitung (A-I-Z) und der Zeitschrift der Vereinigung der Arbeiterfotografen Deutschlands Der Arbeiterfotograf.
In der Zeit des Nationalsozialismus betätigte Heilig sich im Widerstand. Er lebte später in der DDR.
Heilig verfasste mehrere sich an Kinder und Jugendliche richtende Bücher über Fotografie.
Heiligs Sohn Walter Heilig wurde in der DDR ein bekannter Photograph.

## Werke (Auswahl)

### Fotoreportagen
- Hunger im Frankenwald (AIZ, 1930, S. 644/645)[3]
- Akkord im Dreck. Grafitarbeiterinnen (AIZ, 1930, S. 494/495)[4]

### Buchpublikationen
- Wir lernen fotografieren. Geschichte der Fotografie – die Kamera. Berlin o. J.
- Fotografieren für alle. Der Kinderbuchverlag, Berlin 1951 (als Herausgeber)
- Juden sind in unseren deutschen Wäldern nicht erwünscht". Faschistische Rassenhetze 1935. Verlag Foto Edition Berlin (DDR) 1989

## Postume Ausstellungen
- 1979: Berlin („Eugen Heilig. Arbeiterfotograf 1892-1975“)
- 1989: Berlin, Fotogalerie am Helsingforser Platz („Eugen Heilig, Walter Heilig . 2 Fotografengenerationen“)